# Tvärbandad brunlöpare
Tvärbandad brunlöpare (Trechus discus) är en skalbaggsart som beskrevs av Fabricius. I den svenska databasen Dyntaxa används istället namnet Blemus discus. Enligt Catalogue of Life ingår tvärbandad brunlöpare i släktet Trechus och familjen jordlöpare, men enligt Dyntaxa är tillhörigheten istället släktet Blemus och familjen jordlöpare. Arten är reproducerande i Sverige. Inga underarter finns listade i Catalogue of Life.